# Thierry Small
Thierry Small (Solihull, Inglaterra, 1 de agosto de 2004) es un futbolista inglés de ascendencia jamaicana, sancristobaleña y panameña, que juega como lateral izquierdo en el club Charlton Athletic de la League One. 
Small se convirtió en el jugador más joven en la historia del Everton en enero de 2021, con 16 años y 176 días, pero se hizo profesional con el Southampton poco después de cumplir los 17. Pasó la temporada 2022-23 cedido en el Port Vale FC de la EFL League One y St Mirren FC de la Premiership escocesa.

## Trayectoria

### Everton FC
Small pasó un tiempo en West Bromwich Albion, antes de unirse a la academia en Everton a la edad de 11 años Hizo su debut en el primer equipo con el Everton el 24 de enero de 2021, entrando como suplente en la victoria por 3-0 de la Copa FA sobre el Sheffield Wednesday en Goodison Park. Al hacerlo, se convirtió en el jugador más joven en la historia del Everton a la edad de 16 años y 176 días, rompiendo el récord de 2008 de José Baxter por 15 días. Sin embargo, temía no tener tiempo de juego con Carlo Ancelotti, con Lucas Digne y Niels Nkounkou por delante de él en el orden jerárquico del primer equipo, y posteriormente rechazó la oportunidad de convertirse en profesional en el Everton a la edad de 17 años y en su lugar se convirtió en agente libre. El entrenador del Everton, David Unsworth, dijo que "le hicimos una oferta increíble... pero cuando un jugador no quiere estar en tu club, es muy difícil intentar mantenerlo".

### Southampton FC
El 24 de agosto de 2021, Small fichó por el Southampton FC con un contrato de tres años. Everton rechazó la oferta de Southampton de una compensación de £ 1,5 millones, dejando el caso en manos de un tribunal. El técnico Ralph Hasenhüttl afirmó que "ya hemos fichado a un jugador este verano con buena experiencia en el lateral izquierdo en Romain Perraud, y la llegada de Thierry ahora nos da un muy buen equilibrio y una fuerte opción adicional en esa posición". Marcó para el equipo sub-21 en su victoria por 4-0 en Crawley Town en el Trofeo EFL el 9 de noviembre. Luego fue preseleccionado para el premio al Jugador del Mes de la Premier League 2 de noviembre de 2021. Hizo su debut en el primer equipo con el club en la Copa FA el 5 de febrero de 2022, en una victoria por 2-1 sobre el Coventry City en St Mary's. El 1 de febrero de 2024, Small abandonó el club tras la rescisión mutua de su contrato.

#### Port Vale FC
El 26 de julio de 2022, Small se unió al club Port Vale FC de la EFL League One en un contrato de préstamo de una temporada. El entrenador Darrell Clarke experimentó al jugarlo como delantero en la Staffordshire Senior Cup. Continuó jugando para el equipo juvenil de Southampton después de no estar en los equipos de la jornada en Vale Park. El nuevo entrenador Nathan Jones lo llamó a Southampton el 11 de noviembre, y Clarke admitió que "por varias razones, no ha jugado los minutos que nos hubiera gustado", ya que Vale tenía a Mal Benning, Dan Jones y Liam McCarron para competir. Para la posición de lateral izquierdo.

#### St Mirren FC
El 31 de enero de 2023, Small se unió al St Mirren de la Premiership escocesa cedido por el resto de la temporada 2022-23. El técnico Stephen Robinson dijo que su llegada ofrecería competencia para Scott Tanser en el lado izquierdo. El 22 de abril, fue expulsado por recibir dos tarjetas amarillas en el espacio de 14 segundos durante la derrota por 2-0 ante Kilmarnock en St Mirren Park; la primera amarilla por disidencia y la segunda por tirarse la camiseta. El 24 de mayo, se le mostró una tarjeta roja directa por un desafío peligroso sobre Bojan Miovski en la derrota por 3-0 en Aberdeen. El 26 de agosto de 2023 fue anunciado su nueva cesión con el St Mirren FC para la temporada 2023-24. El 3 de enero de 2023, fue llamado a Southampton después de seis apariciones durante su segunda cesión.

### Charlton Athletic
El 2 de febrero de 2024, Small se unió al club Charlton Athletic de League One con un contrato que se extenderá hasta el final de la temporada 2023-24, con una opción del club de un año adicional.

## Estilo de juego
Small es un lateral izquierdo poderoso y ágil con buena habilidad para golpear el balón y resistencia.  También puede jugar en la defensa central o en la banda izquierda.

## Vida personal
Small nació en Inglaterra de ascendencia jamaicana, sancristobaleño y panameña. Tiene un abuelo panameño. El tío de Small, Bryan Small, era un futbolista profesional que jugaba para el Aston Villa en la Premier League y otros clubes de la Football League.

## Selección nacional

### Categorías inferiores
Small ha representado a Inglaterra a nivel internacional juvenil. Apareció como suplente en la segunda mitad del equipo sub-17 en un amistoso contra Watford sub-23 en marzo de 2021. Hizo su debut con la Sub-18 de Inglaterra el 7 de junio de 2022, durante una victoria por 3-2 sobre Austria en Croacia. Este fue el primero de los tres partidos que jugó en un minitorneo de cuatro equipos que ganó Inglaterra.

## Estadísticas

### Clubes
| Club                         | Div.          | Temporada     | Liga  | Liga  | Copas nacionales | Copas nacionales | Torneos internacionales | Torneos internacionales | Total | Total |
| Club                         | Div.          | Temporada     | Part. | Goles | Part.            | Goles            | Part.                   | Goles                   | Part. | Goles |
| ---------------------------- | ------------- | ------------- | ----- | ----- | ---------------- | ---------------- | ----------------------- | ----------------------- | ----- | ----- |
| Everton FC Inglaterra        | 1.ª           | 2020-21       | —     | —     | 1                | 0                | —                       | —                       | 1     | 0     |
| Everton FC Inglaterra        | Total club    | Total club    | 0     | 0     | 1                | 0                | 0                       | 0                       | 1     | 0     |
| Southampton FC Inglaterra    | 1.ª           | 2021-22       | —     | —     | 1                | 0                | —                       | —                       | 1     | 0     |
| Southampton FC Inglaterra    | Total club    | Total club    | 0     | 0     | 1                | 0                | 0                       | 0                       | 1     | 0     |
| Port Vale FC Inglaterra      | 3.ª           | 2022-23       | 4     | 0     | 4                | 0                | —                       | —                       | 8     | 0     |
| Port Vale FC Inglaterra      | Total club    | Total club    | 4     | 0     | 4                | 0                | 0                       | 0                       | 8     | 0     |
| St. Mirren FC Escocia        | 1.ª           | 2022-23       | 14    | 0     | 1                | 0                | —                       | —                       | 15    | 0     |
| St. Mirren FC Escocia        | 1.ª           | 2023-24       | 5     | 0     | 1                | 0                | —                       | —                       | 6     | 0     |
| St. Mirren FC Escocia        | Total club    | Total club    | 19    | 0     | 2                | 0                | 0                       | 0                       | 21    | 0     |
| Charlton Athletic Inglaterra | 3.ª           | 2023-24       | 0     | 0     | 0                | 0                | —                       | —                       | 0     | 0     |
| Charlton Athletic Inglaterra | Total club    | Total club    | 0     | 0     | 0                | 0                | 0                       | 0                       | 0     | 0     |
| Total carrera                | Total carrera | Total carrera | 23    | 0     | 8                | 0                | 0                       | 0                       | 31    | 0     |
| 1. 2. 3.                     |               |               |       |       |                  |                  |                         |                         |       |       |